# Пецевци
Пèцевци (старо: Пецовци) е село в Северна България, община Габрово, област Габрово.

## География
Село Пецевци се намира на около 6 km северозападно от центъра на град Габрово, в близост със селата Чавеи от югозапад, Мрахори от изток и Поповци от югоизток. Разположено е в подножията на западната част на платото Стражата. Климатът е умереноконтинентален. Надморската височина нараства от около 370 – 380 m в южния край на селото до около 400 – 410 m в северния му край. Общинският път през Пецевци излиза от село Поповци на северозапад, а след село Пецевци минава през село Чавеи до връзка на юг с второкласния републикански път II-44 (Севлиево – Габрово).
Населението на село Пецевци наброявало 136 души при преброяването към 1934 г., намалява до 35 към 1985 г. и 31 души (по текущата демографска статистика за населението) към 2019 г.

## История
През 1995 г. дотогавашното населено място колиби Пецовци придобива статута на село.

## Население
Преброяване на населението през 2011 г.
Численост и дял на етническите групи според преброяването на населението през 2011 г.:
|                     | Численост | Дял (в %) |
| Общо                | 40        | 100,00    |
| Българи             | 38        | 95,00     |
| Турци               | 0         | 0,00      |
| Цигани              | 0         | 0,00      |
| Други               | 0         | 0,00      |
| Не се самоопределят | 0         | 0,00      |
| Неотговорили        | 0         | 0,00      |

## Културни и природни забележителности
Светеното дърво – най-старото дърво в края под Витите скали. Със своите размери, дебелина в дънера повече от 400 cm, асиметрична корона 12 m на юг и 6 m по север, възраст повече от 300 години, то няма равно в района. Височината му е около 18 m, като върхът е унищожен (изгорял) от паднала някога мълния.